# Церковь Святой Риты (Богенхаузен)
Церковь Святой Риты (нем. Pfarrkirche St. Rita) — римско-католическая приходская церковь в районе Богенхаузен города Мюнхен (федеральная земля Бавария); приход был основан в 1968 году; церковь была построена к октябрю 1987 года.

## История и описание
1 сентября 1968 года мюнхенский священник Йозеф Гурлер начал создание нового прихода в районе Богенхаузен. После создания прихода, первые службы прошли в аварийном (временном) деревянном храме. В 1973 и 1974 годах местная строительная комиссия отклонила заявки на строительство церковного здания и общественного центра — в связи с этим в 1976 году был открыт новый временный деревянный приходской зал, в котором продолжились богослужения.
Первый камень в основание современного церковного здания был заложен 18 ноября 1984 года: само строительство начало 21 июля 1983 года. Социальный (общественный) центр, созданный по проекту архитекторов Адольфа и Хельги Шниерле (Helga Schnierle, 1924—2015), был открыт в 1985 году. Здание храма было освящено в честь Святой Риты Кашийской (Маргариты Лотти) 11 октября 1987 года; тогда же оно стало центром самостоятельным приходом. Освящение совершил архиепископ и кардинал Фридрих Веттер. Детский сад при церкви, расположенный также на улице Дафштрассе в мюнхенском районе Арабеллапарк, открылся в следующем году.
На высокой церковной башне-колокольне Святой Риты висят четыре бронзовых колокола, изготовленных фирмой «Glockengießerei Rudolf Perner» из Пассау. Вес колоколов составляет 850, 400, 250 и 180 кг. Церковный орган был построен в 1996 году мастером Дитером Шингницем (Dieter Schingnitz).